# Ублиет (Секретные материалы)
«Ублиет» (фр. «Oubliette») — 8-й эпизод третьего сезона сериала «Секретные материалы». Премьера состоялась 17 ноября 1995 года на телеканале FOX.
Эпизод принадлежит к типу «монстр недели» и не связан с основной «мифологией сериала», заданной в первой серии. Режиссёр — Ким Мэннэрс, автор сценария — Чарльз Грант Крэйг, приглашённые звёзды — Трэйси Эллис, Джуэл Стейт, Майкл Шеффо.
В США серия получила рейтинг домохозяйств Нильсена, равный 10,5, который означает, что в день выхода серию посмотрели 15,9 миллиона человек.
Главные герои серии — Фокс Малдер (Дэвид Духовны) и Дана Скалли (Джиллиан Андерсон), агенты ФБР, расследующие сложно поддающиеся научному объяснению преступления, называемые Секретными материалами.

## Сюжет
В данном эпизоде Малдер и Скалли расследуют похищение маньяком-фотографом девушки Эми, используя для этого связь Эми с Люси, другой жертвой того же маньяка, которая сумела сбежать от него и спастись за 17 лет до этого.
В Сиэтле ассистент фотографа Карл Уэйд (Майкл Чиффо) наблюдает, как 15-летняя Эми Джейкобс (Джуэл Стейт) фотографируется для школьного альбома. После мероприятия он становится одержим ею и в конце концов похищает ее. Ее младшая сестра - единственная свидетельница инцидента, который происходит в их спальне посреди ночи. В то же самое время работница фаст-фуда Люси Хаусхолдер (Трейси Эллис) падает в обморок с кровотечением из носа. Агент Фокс Малдер (Дэвид Духовны) расследует исчезновение Эми, привлеченный к этому делу тем, что его младшая сестра Саманта была похищена в аналогичной ситуации. Расследование приводит Малдера к Люси, которую двадцать два года назад похитили из ее спальни в возрасте восьми лет и держали в темном подвале в течение пяти лет, прежде чем она сбежала.
Напарница Малдера Дана Скалли (Джиллиан Андерсон) подозревает, что Люси может быть причастна к исчезновению Эми, основываясь на ее длительном криминальном прошлом и том факте, что в носовом кровотечении была указана не только ее группа крови, но и группа крови Эми. В ее комнате в реабилитационном центре на лице Люси появляются царапины, и она временно теряет зрение — травмы, идентичные травмам Эми, которую пытают в подвале хижины Уэйда. Между ними возникает необъяснимая психическая связь; все, что происходит с Эми физически, происходит и с Люси. Малдер пытается убедить Люси, что она может помочь им найти Эми, но она слишком напугана, чтобы помочь. Скалли сообщает Малдеру о новой зацепке в этом деле, школьном ассистенте фотографа Уэйде, который недавно был уволен при странных обстоятельствах. Малдер непреклонен в том, что Люси, которая признает, что Уэйд был тем человеком, который похитил ее, не причастна к похищению, и огрызается на Скалли, когда та предполагает, что исчезновение Саманты заставляет его слишком увлекаться этим делом
Следственная группа получает от водителя эвакуатора информацию о местонахождении Уэйда, которое соответствует району, где много лет назад была найдена Люси. Они находят хижину Уэйда в лесу недалеко от Истона, штат Вашингтон, и обнаруживают Люси в подвале без четких указаний на то, как и почему она там оказалась. Люси начинает чувствовать холод и сырость; Малдер приходит к выводу, что из-за связи Люси с Эми она, должно быть, находится у местной реки. Малдер и Скалли спешат туда и обнаруживают, что Уэйд пытается утопить Эми. Вернувшись в полицию, Люси начинает тонуть, несмотря на то, что даже не была рядом с водой. Малдер стреляет в Уэйда, пока Скалли пытается сделать Эми искусственное дыхание, но из-за связи это приводит в чувство Люси вместо Эмми. Эми лежит мертвая на берегу реки. Малдер продолжает делать искусственное дыхание, несмотря на протесты Скалли.
Внезапно процесс разворачивается в обратном направлении; Эми выздоравливает, а Люси умирает. Потрясенный самопожертвованием Люси и своей неспособностью спасти ее, Малдер рыдает над ее телом. Позже он говорит Скалли, что подозревает, что она умерла не только для того, чтобы спасти Эми, но и для того, чтобы забыть о том, что Уэйд сделал с ней много лет назад